# Clap
Clap fue una banda de rock argentino aparecida a mediados de los años ochenta. Fue uno de los tantos grupos que pudo publicar un único álbum, en este caso no por falta de éxito sino porque sus integrantes se dedicaron a otros proyectos.
Su único disco, Clap, fue publicado en 1986 por la discográfica RCA.

## Historia
Diego Frenkel (guitarra y voz), Christian Basso (bajo), Fernando Samalea (batería) y Adi Azicri (guitarra) formaron Clap en 1984. Poco tiempo después se sumaría Sebastián Schachtel (teclados).
Después de un par de actuaciones en locales de la ciudad de Buenos Aires como Station (en el barrio de Belgrano) y El Depósito (en San Telmo), los integrantes de Clap deciden grabar un demo. Para ello alquilaron unas horas en los Estudios Jardín, con la ingeniería de grabación de Ernesto Zoca. Los temas elegidos fueron "Mi jet interior", "La obsesa" y "Tiempo solar". 
En ese momento se incorpora el percusionista Beno Guelbert. Después de pasar horas en una sala de ensayo en el barrio de Belgrano, empezaron a aparecer otros temas como "Hombre primitivo", "Obsesivo", "Llegó de lejos" y "Amor y dureza".
El 16 de diciembre de 1984, Clap debuta en el Stud Free Pub, lugar en el que se presentaría en vivo de forma recurrente durante los próximos meses, junto con otras bandas nuevas como Los Fabulosos Cadillacs, Los Encargados, Autobús y Casanovas. 
Paralelamente, Basso y Samalea pasaron a integrar Fricción, con Richard Coleman y Gustavo Cerati. 
En 1986, Samalea y Basso son convocados por Charly García para la gira internacional de Piano Bar. En su reemplazo llegaron Mariano Casanova y Ricardo Sáenz Paz, respectivamente. Esto ocurrió en medio de las sesiones de grabación de su primer y único disco, razón por la cual en él hay temas interpretados tanto por una alineación como por la otra. 
Ese álbum, titulado simplemente Clap, mostraba una sorprendente mixtura de ritmos y estilos. Si bien claramente sonaban demasiado pop como para ser catalogados como "oscuros", compartieron con la movida dark argentina de ese momento no sólo los escenarios del under y varios de sus integrantes (Christian Basso, Fernando Samalea, Celsa Mel Gowland; todos pasaron después por Fricción), sino también el interés por la pulsión rítmica "tribal" tomado, como La Sobrecarga, de la influencia de Talking Heads. Al igual que en La Sobrecarga, también en Clap era notoria la influencia de la nueva encarnación de King Crimson de principios de los ochenta, con sus complejos y rítmicos fraseos de guitarra, a los que le sumaban el particular estilo vocal del cantante Diego Frenkel. Su único disco, de 1986, dejó dos de los más recordados hits "alternativos" de las radios de la época: Simios y Brujos (Brujerías Flotantes). .  
En 1988, Clap se dividió en La Zimbabwe (con Sebastián Schachtel y Beno) y el breve Trío Eléctrico que (ya sin el baterista Fernando Samalea) se convirtió en La Portuaria (con Diego Frenkel y Christian Basso).

## Discografía
- Clap (1986)